# Syncesia decussans
Syncesia decussans är en lavart som först beskrevs av William Nylander och som fick sitt nu gällande namn av Anders Tehler. 
Syncesia decussans ingår i släktet Syncesia och familjen Roccellaceae. Inga underarter finns listade i Catalogue of Life.